# U-249
| U-249 | U-249 | U-249 |
| --- | --- | --- |
| U 249 | | |
| | | |
| Капітуляція німецького підводного човна U-249 польським матросам. Травень 1945                               | | |
| Верф | Friedrich Krupp Germaniawerft, Кіль                                                                                | Friedrich Krupp Germaniawerft, Кіль                                                                                |
| Під прапором                                                                                                 | Третій Рейх | Третій Рейх |
| Належність                                                                                                   | Крігсмаріне | Крігсмаріне |
| Порт приписки                                                                                                | Кіль Берген | Кіль Берген |
| Замовлення                                                                                                   | 5 червня 1941 | 5 червня 1941 |
| Закладений                                                                                                   | 28 січня 1943 | 28 січня 1943 |
| Спуск на воду                                                                                                | 23 жовтня 1943 | 23 жовтня 1943 |
| Введений до складу флоту                                                                                     | 20 листопада 1943                                                                                                  | 20 листопада 1943                                                                                                  |
| На службі | 1943—1945 | 1943—1945 |
| Сучасний статус                                                                                              | 10 травня 1945 року капітулював у Портленді 13 грудня 1945 року затоплений в операції «Дедлайт»                    | 10 травня 1945 року капітулював у Портленді 13 грудня 1945 року затоплений в операції «Дедлайт»                    |
| Бойовий досвід                                                                                               | Друга світова війна Битва за Атлантику                                                                             | Друга світова війна Битва за Атлантику                                                                             |
| Проєкт | | |
| Тип ПЧ | середній торпедний ДПЧ                                                                                             | середній торпедний ДПЧ                                                                                             |
| Вартість | 4 714 000 ℛℳ | 4 714 000 ℛℳ |
| Основні характеристики                                                                                       | | |
| Швидкість (надводна)                                                                                         | 17,7 вузла (32,8 км/год)                                                                                           | 17,7 вузла (32,8 км/год)                                                                                           |
| Швидкість (підводна)                                                                                         | 7,6 вузла (14,1 км/год)                                                                                            | 7,6 вузла (14,1 км/год)                                                                                            |
| Робоча глибина занурення                                                                                     | 100 м | 100 м |
| Гранична глибина занурення                                                                                   | 220 м | 220 м |
| Дальність плавання                                                                                           | 135—174 км на швидкості 4 вузли (у підводному положенні) 11 470 км на швидкості 10 вузлів (у надводному положенні) | 135—174 км на швидкості 4 вузли (у підводному положенні) 11 470 км на швидкості 10 вузлів (у надводному положенні) |
| Екіпаж | 44—60 осіб | 44—60 осіб |
| Розміри | | |
| Довжина найбільша (по КВЛ)                                                                                   | 67,1 м | 67,1 м |
| Ширина корпусу найб.                                                                                         | 6,2 м | 6,2 м |
| Висота | 9,6 м | 9,6 м |
| Середня осадка (по КВЛ)                                                                                      | 4,74 м | 4,74 м |
| Водотоннажність надводна                                                                                     | 769 т | 769 т |
| Водотоннажність підводна                                                                                     | 871 т | 871 т |
| Силова установка                                                                                             | | |
| Дизель-електрична: 2 дизельних двигуни MAN M 6 V 40/46, 2 електродвигуни Siemens-Schuckert-Werke GU 343/38-8 | | |
| Гвинти | 2 | 2 |
| Потужність                                                                                                   | 2800—3200 к.с. (дизелі) 750 к.с. (електродвигуни)                                                                  | 2800—3200 к.с. (дизелі) 750 к.с. (електродвигуни)                                                                  |
| Озброєння | | |
| Артилерія | 1 × 88-мм палубна гармата SK C/35                                                                                  | 1 × 88-мм палубна гармата SK C/35                                                                                  |
| Торпедно- мінне озброєння                                                                                    | 4 носових і один кормовий ТА 14 торпед або 26 мін TMA                                                              | 4 носових і один кормовий ТА 14 торпед або 26 мін TMA                                                              |
| ППО | 1 × 37-мм зенітна гармата Flak M42 2 × 20-мм зенітні гармати FlaK 30                                               | 1 × 37-мм зенітна гармата Flak M42 2 × 20-мм зенітні гармати FlaK 30                                               |

U-249 — німецький середній підводний човен типу VIIC, що входив до складу Військово-морських сил Третього Рейху за часів Другої світової війни. Закладений 28 січня 1943 року на верфі № 683 компанії Friedrich Krupp Germaniawerft у Кілі. Спущений на воду 23 жовтня 1943 року. 20 листопада 1943 року корабель увійшов до складу 5-ї навчальної флотилії ПЧ ВМС нацистської Німеччини.

## Історія
U-249 належав до німецьких підводних човнів типу VIIC, найчисельнішого типу субмарин Третього Рейху, яких випущено 703 одиниці. Службу розпочав у складі 5-ї навчальної флотилії ПЧ, а 1 січня 1945 року був зарахований до бойового складу цієї флотилії. З березня до травня 1945 року U-249 здійснив 2 бойових походи у Північну Атлантику, під час яких не потопив та не пошкодив жодного корабля чи судна.
10 травня 1945 року U-249 після 38 діб другого бойового походу капітулював союзникам у Портленді. 29 травня 1945 року введено в експлуатацію як науково-дослідне судно N 85 Королівського флоту, пізніше переведено в Лох-Раян у Шотландії. 13 грудня 1945 року потоплений під час операції «Дедлайт».

### Особливості корабельного озброєння
U-249 належав до рідкої модифікації човнів типу VIIC, на яких встановлювала 37-мм одноствольна зенітна гармата M43U на рідкісній установці LM 43U. Кріплення LM 43U було найсучаснішим варіантом кріплення, яке використовувалося на підводних човнах і, як відомо, встановлювалося лише на підводні човни (U-821, U-977, U-1023, U-1171, U-1305 і U-1306). Також на U-249 було встановлено спарену 20-мм зенітну систему C38 у установці M 43U Zwilling із коротким складаним щитом. Варінат M 43U використовувався на ряді підводних човнів (U-190, U-250, U-278, U-337, U-475, U-853, U-1058, U-1109, U-1023, U-1105, U-1165 та U-1306).

## Командири
- Оберлейтенант-цур-зее резерву Рольф Ліндшау (20 листопада 1943 — 16 липня 1944)
- Оберлейтенант-цур-зее/капітан-лейтенант резерву Уве Кок (17 липня 1944 — 10 травня 1945)